# XU (organisation)
Pour les articles homonymes, voir XU.
XU est une organisation clandestine en réseau de la Résistance norvégienne pendant la Seconde Guerre mondiale.
Ses opérations contre l'occupation allemande de la Norvège sous le Troisième Reich se sont révélées inestimables[Comment ?], car l'essentiel d'entre elles et leur fonctionnement sont gardés secrets jusqu'en 1988.
Le nom de l'organisation pourrait provenir de Lauritz Sand, l'un des membres fondateurs ayant auparavant travaillé pour les services de renseignement britanniques aux Indes orientales néerlandaises et qui y avait inventé le nom XU : « X » pour « inconnu » et « U » pour « agent d'infiltration » (undercover agent en anglais).[réf. nécessaire]

## Quelques membres
- Vilhelm Aubert
- Sverre Bergh
- Astrid Løken
- Arne Næss
- Anne-Sofie Østvedt (plus tard Madame Øistein Strømnæs)
- Lauritz Sand
- Øistein Strømnæs (no)
- Nic Waal